# Aphaenogaster ovaticeps
Aphaenogaster ovaticeps är en myrart som först beskrevs av Carlo Emery 1898.  Aphaenogaster ovaticeps ingår i släktet Aphaenogaster och familjen myror. Inga underarter finns listade i Catalogue of Life.